# Antonio Sagardía
Antonio Sagardía Ramos (Zaragoza, 5 de enero de 1879-Madrid, 16 de enero de 1962) fue un militar español que destacó durante la guerra civil española combatiendo en el bando franquista. Por las masacres cometidas por la columna bajo su mando en el Pallars Sobirá, Sagardía es a veces conocido como el Carnicero de Pallars.

## Biografía
Nació en la capital aragonesa, en el seno de una familia vasco-navarra. Se unió al Ejército desde muy joven y ya en 1921 ascendió al rango de coronel. Tras la proclamación de la Segunda República, se acogió a la Ley Azaña y se retiró del Ejército. Una vez iniciada la guerra civil, fue llamado por el general jefe de los sublevados Emilio Mola para volver a enrolarse en el Ejército. Inmediatamente se pone al mando de una unidad de voluntarios falangistas con la que interviene en la conquista de Guipúzcoa.
En los meses de agosto y septiembre de 1937, Sagardía Ramos participó en la batalla de Santander al frente de la llamada «Columna Sagardía», ejerciendo una dura represión contra los civiles y soldados del bando republicano, que incluyó numerosas ejecuciones extrajudiciales. Tras la caída del Frente Norte, su antigua columna fue reorganizada como la 62.ª División del Cuerpo de Ejército de Navarra, al frente de la cual tomó parte en la ofensiva de Aragón. En abril de 1938, las tropas de Sagardía se encontraban desplegadas en el frente del Segre, en lo que el propio Sagardía había señalado como una conquista fácil y sin haber encontrado apenas resistencia. Pero ante unas bajas sufridas por su columna tras un ataque republicano, comentó: Fusilaré a diez catalanes por cada hombre muerto de mi guardia.

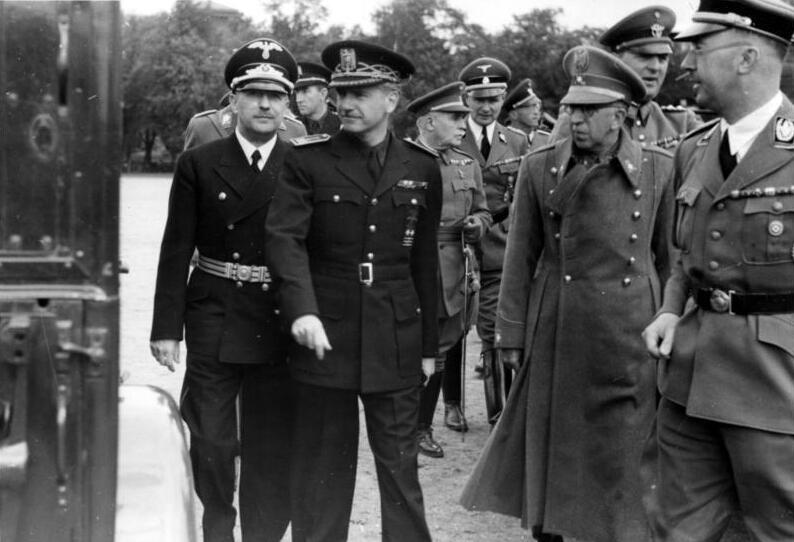
Visita a Berlín de Serrano Suñer, acompañado de Sagardía (segundo por la derecha) y Heinrich Himmler.

Durante el mes de mayo siguiente tuvieron lugar una serie de ejecuciones extrajudiciales que asolaron a la comarca de Pallars Sobirá y que se saldaron con 67 personas fusiladas, buena parte de ellas mujeres, ancianos y niños. En enero de 1939, Sagardía participó en la campaña de Cataluña. Unas semanas más tarde participa en la llamada «ofensiva final», y el 30 de marzo entra en Alcalá de Henares al frente de su unidad.
Después de la contienda fue nombrado Inspector general de la nueva Policía Armada, y en calidad de tal formó parte de la comitiva que visitó la Alemania nazi en septiembre de 1940. Al mes siguiente, fue una de las personalidades que recibió a Heinrich Himmler en San Sebastián, durante la visita que el jerarca nazi realizó a España.
Posteriormente ejerció como gobernador militar de Cartagena.

### Monumento a la Columna Sagardía (División 62)
En el lateral del monumento a la Columna Sagardía en Cilleruelo (provincia de Burgos) se pueden leer distintas inscripciones en las que se mencionan las unidades que formaron parte de la columna y los pueblos y campañas en los que lucharon.  Lee así:

Al mando del 62 DIVISION General Sagardía

1.ª Bandera de F.E.T.- 6.ª Bandera de F.E.T./ Tercio de Santa Gadea- 1.ª Bandera de Palencia / 5.ª Bandera de F.E.T.-6.ª Bandera de F.E.T.- 15 Bandera de la Legion/ 8.º Batallon San Marcial -9.º Batallon San Marcial- 61.º Batallon San Marcial/ 5.º Batallon Bailen-6.º Batallon Bailen- 5.º Batallon America- Batallon "C" Melilla- Batallon "B" Ceriñola- 5.º Batallon Zamora/ 8.º Batallon Burgos -23.º Batallon Zaragoza. 1.º Batallon San Fernando
Artilleria: 11.ª Batería del 11.º ligero grupo de artilleria de montaña de la brigada mixta de Asturias- 7.ª Bateria del 2.º regimiento de montaña- 24.ª Bateria del 13.º regimiento ligero./ Grupo "C" Schneider -4.º Grupo legionario -14.ª Bateria de morteros del regimiento N.º 6- 27.ª Bateria del 11.º regimiento ligero
Zapadores transmisiones de automoviles
Intendencia-Sanidad-Veterinaria
6.º y 8.º Escuadrones de caballeria del regimiento España N.º 5

Campaña de Guipuzcoa-Tolosa-Andoain- Burutza- Urnieta- Hernani- San Sebastian- Campaña de Burgos- Santander/ Lorilla de la Lora- Sargentes de Lora- Escalada-Combate de La Descampada (19 y 20-XII 1936)- Castro-Cilleruelo de Bricia- Espinosa de Bricia- Barrio de Bricia- Bricia/ Campaña de Santander (Agosto 1937)- Campaña de Leon- Asturias(Septiembre y Octubre 1937)- Batalla de Teruel (Diciembre 1937-Enero 1938)- Liberacion de Huesca (Marzo 1938)/ Campaña de Aragon (Paso del Alcandre- Paso del Cinca)- Campaña de Cataluña (Valle de Aran- Piedras de Aolo- Valadredo- Batalla de Pons- Alto LLobregat)

## Obras escritas
- — (1940). Del Alto Ebro a las fuentes del Llobregat. Treinta y dos meses de guerra de la 62 División.